# برادر مخفی
برادر مخفی (به انگلیسی: Undercover Brother) یک فیلم سینمای تجارتی سیاهان کمدی و اکشن آمریکایی محصول سال ۲۰۰۲ به کارگردانی مالکوم دی. لی و با بازی ادی گریفن است.

## داستان
زمانی که فردی تلاش می‌کند تا یکی از کاندیدهای ریاست جمهوری که سیاه پوست هم می‌باشد را با توطئه ایی کنار بزند برادر مخفی او به همراه ماموران مخفی‌اش برای نجات او دست به کار می‌شوند ... 